# Подгале
«Подгале» (пол. Podhale Nowy Targ) — хокейний клуб з м. Новий Торг, Польща. Заснований 26 листопада 1932 року як «КС Подгале», у 1953—1954 роках — «Спуйня», у 1954—1955 — «Спарта». Виступає у чемпіонаті Польської Екстраліги. Домашні ігри команда проводить у Міському льодовому палаці (3,314). Офіційні кольори клубу жовтий, синій і червоний.
Чемпіон Польщі (1966, 1969, 1971, 1972, 1973, 1974, 1975, 1976,1977, 1978, 1979, 1987, 1993, 1994, 1995, 1996, 1997, 2007, 2010), срібний призер (1963, 1964, 1970, 1980, 1981, 1982, 1986, 1990, 1998, 2000, 2004), бронзовий призер (1958, 1960, 1961, 1962, 1968, 1984, 1985, 1989, 1991, 1992, 1999, 2006, 2008, 2009, 2015, 2016, 2018). Володар Кубка Польщі (2004, 2005), фіналіст (2000, 2006). Чемпіон Інтерліги (2004).
Найсильніші гравці різних років:
- воротарі: Станіслав Бізуб, Тадеуш Словакевич, Павел Лукашка, В. Голдин;
- захисники: Ф. Клоцек, Анджей Словакевич, Станіслав Фризлевич, Анджей Хованець, Анджей Іскшицький, Анджей Уйварий, Роберт Шопінський;
- нападаники: Стефан Хованець, Валентій Зентара, Мечислав Яскерський, Юзеф Баткевич, Тадеуш Качик, Юзеф Словакевич, Богуслав Май, Т. Рилко, Даріуш Сікора, Р. Рухала, Лешек Яхна, Х. Питель, Кшиштоф Оліва, Костянтин Сподаренко.

Найбільших успіхів з клубом досягли тренери Стефан Чоріх, Мечислав Хмура й А. Волковський.